# Linerider
Linerider är ett datorspel som har släppts i två betaversioner och en "extraversion" kallad "Linerider ZaDa". 
Linerider går ut på att rita en linje (backe) som Linerider-gubben ska åka på. 
I de två senare versionerna finns blåa (vanliga) linjer, röda (acceleration) linjer och gröna (bakgrunds) linjer.

## Släppta versioner
- Linerider Beta 1 Revision 1.0
- Linerider Beta 1 Revision 1.3
- Linerider Beta 2 Revision 6.0
- Linerider Beta 2 Revision 6.1
- Linerider Beta 2 Revision 6.2
- Linerider ZaDa (ett exempel på dom många hackade och olagligt kopierade Linerider. Linerider tillhör inXile och är gjort av FsK. Den officiella webbplatsen är www.linerider.com)